# 癒されたい男
『癒されたい男』（いやされたいおとこ）は、月島冬二による日本の漫画。
2015年から2017年にかけて『週刊漫画ゴラク』（日本文芸社）で連載された。単行本は全1巻。仕事に疲れた中年サラリーマンの妄想を描いた作品。

## 書誌情報
- 月島冬二 『癒されたい男』 日本文芸社 〈ニチブンコミックス〉、全1巻
  1. 2018年1月9日発売、ISBN 978-4-537-13677-7

## テレビドラマ
2019年4月11日（10日深夜）から6月27日（26日深夜）までテレビ東京のドラマ枠「ドラマパラビ」でテレビドラマ化されていた。放送時間は毎週木曜1:35 - 2:05（水曜深夜）。鈴木浩介にとってはテレビドラマ初主演となる。
動画配信サービスParaviでは3月30日18時より全話が先行ライブ配信された。地上波での第1話放送後に改めて全話配信が行なわれている。5月23日にはParavi限定で桶狭間を主人公としたオリジナルエピソードが配信された。

### 登場人物
秋山寛
演 - 鈴木浩介
トイレメーカー「スマイル・トイレット」営業課の課長補佐。
壇ノ浦リサ
演 - 宇野実彩子（AAA）
秋山の部下。可愛すぎる新入社員と呼ばれた時期もあるが、現在は社内の男性社員から怖れられている。
携帯電話のGPSを使って秋山の行動を監視している。
桶狭間秀人
演 - 高崎翔太
秋山の部下。コミュニケーション能力だけは高い。
鴻池太郎
演 - 半海一晃
秋山の上司（営業部長）。
エロ本男
演 - 加藤パーチク
時折、登場している謎の男。第1話ではコンビニの雑誌棚にあるエロ本を物色していた。
御局様子（仮名）
演 - 宍戸美和公
「スマイル・トイレット」の総務。（推定年齢50歳）

#### ゲスト
第1話
色白プニ子（仮名）
演 - 窪真理
色白の美人店員（推定年齢28歳）
人妻ムレ子（仮名）
演 - 森レイ子
コンビニ店員。秋山が昭和系団地妻と評した（推定年齢34歳）
ピン髪ギャル美（仮名）
演 - あさにゃん
新人コンビニ店員（推定年齢24歳）
第2話
桃尻エリカ（仮名）
演 - 橘花凛
ラインがはっきり分かるウェアを来た美女（推定年齢26歳）
初乗イク子（仮名）
演 - 山崎真実
美女タクシードライバー（推定年齢35歳）
第3話
窓口キラ子
演 - 水越朝弓
美人受付嬢。
社内イチ子
演 - 松田佳央理
クールビューティーな社長秘書
小野
演 - 聡太郎
第4話
優雅カケ子（仮名）
演 - 葉加瀬マイ
ジムに通う雅なお色気漂わせる美女（推定年齢32歳）
唐田きた恵（仮名）
演 - 春花
スタイル抜群の美人トレーナー（推定年齢24歳）
神崎渉
演 - 森岡豊
第5話
渋谷ナウ子（仮名）
演 - 橋本梨菜
喫茶店の客、カオル子と正反対のわがままBODYの平成ギャル（推定年齢20歳）
のちに、実は小説家とカオル子から聞かされる
昭和カオル子（仮名）
演 - 倉持由香
アンニュイな昭和のエロさを感じさせる喫茶店店員（推定年齢28歳）
第6話
網目ハク子（仮名）
演 - 森咲智美
インテリメガネの網タイツの女医。（推定年齢28歳）
純白萌子（仮名）
演 - 渡辺舞
健康診断の再検査の為、秋山が訪れた会社指定の病院（なぜか産婦人科）にいた看護師（推定年齢24歳）
第7話
ノリ原ノリ香
演 - 有沢雪
ノリ重視で男性を虜にするキャバ嬢（推定年齢23歳）
甘えたガリ子
演 - 伊藤しほ乃
スキンシップ多めのキャバ嬢（推定年齢21歳）
高嶺花子
演 - 小倉優香
ナンバーワンのキャバ嬢（推定年齢24歳）
第8話
ロリ田パイ子
演 - 天木じゅん
スイカップをロリータファッションで包んだ見習い美容師（推定年齢24歳）
膝頭フェチ子
演 - 高橋ユウ
カット担当、膝の綺麗な美容師（推定年齢26歳）
カリス魔キッド
演 - 伊藤明賢
美容室の店長（推定年齢38歳）
第9話
忍エム子
演 - 出口亜梨沙
マンションのモデルルーム、真性のM体質の新人販売員（推定年齢24歳）
辛口エス美
演 - 増田有華
マンションのモデルルーム、辛口なドS美人販売員（推定年齢27歳）
第10話
床尾みが子（仮名）
演 - 鈴木咲
一心不乱に床を磨く美人清掃員（推定年齢33歳）
平和マモ子（仮名）
演 - 菜乃花
社員通用門の警備員（推定年齢28歳）
いなせ田トビ子（仮名）
演 - 和地つかさ
公園で休憩していたニッカポッカの美人とび職人（推定年齢23歳）
マリオネットホテルマーケティング本部長
演 - パンツェッタ・ジローラモ
秋山が「GoldenToilet」の売り込みに行った相手
派手川チャラ美（仮名）
演 - 岡田千咲
公園で遭遇した2人組の女子高生、茶髪にカラコン派手メイク（推定年齢17歳）
御嬢様代（仮名）
演 - 橘美樹
公園で遭遇した2人組の女子高生、黒髪にめがねが似合う（推定年齢17歳）
第11話
小股キレ子（仮名）
演 - 影山靖奈
深夜、秋山が一人残業をしていると、誰もいないはずの部屋に白い着物を着た女性（推定年齢？歳）
壇ノ浦高祖母子（仮名）
演 - 宇野実彩子
黒いウェディングドレス姿の壇ノ浦に瓜二つの女性（推定年齢 生きていれば166歳）
第12話
創業姪子
演 - ミッツ・マングローブ
「スマイル・トイレット」人事部長。やり手の美魔女。配信限定話にも出演
婦人警察官
演 - 手島優
配信限定話
窓ンナ子
演 - 平嶋夏海
健康良美
演 - 辰巳奈都子
肩肘張子
演 - 脊山麻理子
「スマイル・トイレット」事業部長

### スタッフ
- 監督：松木創、二宮崇、船谷純矢
- 脚本：吉本昌弘、田中眞一、溝井英一デービス
- 主題歌：Da-iCE「FAKE ME FAKE ME OUT」（ユニバーサルシグマ）
- 音楽：戸田有里子
- プロデュース：松本拓、小松幸敏、渋谷英史、古林都子、伊藤茜
- 制作：テレビ東京、The icon
- 製作著作：「癒されたい男」製作委員会

### 放送日程
| 放送回 | 放送日  | サブタイトル                             |
| ------ | ------- | ---------------------------------------- |
| 第1話  | 4月11日 |                                          |
| 第2話  | 4月18日 | ランニング美女＆セクシードライバー       |
| 第3話  | 4月25日 | 天使の受付嬢&クールビューティー秘書      |
| 第4話  | 5月2日  | トレーナー健康美＆お色気ランニングガール |
| 第5話  | 5月9日  | 昭和エロス＆平成わがままBODYギャル       |
| 第6話  | 5月16日 | ドSな美人女医                            |
| 第7話  | 5月23日 | 秋山が恋したキャバクラ嬢                 |
| 第8話  | 5月30日 |                                          |
| 第9話  | 6月6日  |                                          |
| 第10話 | 6月13日 |                                          |
| 第11話 | 6月20日 |                                          |
| 第12話 | 6月27日 |                                          |

### 放送局
| 放送期間          | 放送日時                    | 放送局         | 対象地域   | 備考           |
| ----------------- | --------------------------- | -------------- | ---------- | -------------- |
| 4月11日 - 6月27日 | 木曜1:35 - 2:05（水曜深夜） | テレビ東京     | 関東広域圏 | 製作局         |
| 6月21日 - 9月27日 | 金曜1:35 - 2:05（木曜深夜） | 鹿児島放送     | 独立局     |                |
| 7月05日 - 9月20日 | 金曜0:00 - 0:30（木曜深夜） | BSテレ東（2K） | 全国       |                |
| 7月05日 - 9月20日 | 金曜0:00 - 0:30（木曜深夜） | BSテレ東4K     | 全国       | 4K制作版で放送 |

| テレビ東京 ドラマパラビ                          | テレビ東京 ドラマパラビ                  | テレビ東京 ドラマパラビ                            |
| 前番組                                           | 番組名                                   | 次番組                                             |
| ------------------------------------------------ | ---------------------------------------- | -------------------------------------------------- |
| さすらい温泉♨遠藤憲一 （2019年1月17日 - 4月4日） | 癒されたい男 （2019年4月11日 - 6月27日） | びしょ濡れ探偵 水野羽衣 （2019年7月4日 - 9月19日） |